# Bob Woods
Bob Woods (2 września 1933), szwedzki curler, z pochodzenia Kanadyjczyk.
Woods jako kapitan zespołu ze sztokholmskiego Fjällgårdens Curlingklubb wygrał mistrzostwa kraju w sezonie 1966/1967. Dawało to prawo do reprezentowania Szwecji na Mistrzostwach Świata 1967.
Szwedzi z bilansem 4 wygranych i 3 porażek po Round Robin z 4. miejsca zakwalifikowali się do półfinałów. W fazie play-off zmierzyli się z niepokonanymi dotychczas Amerykanami (Bruce Roberts), mecz zakończył się wynikiem 7:6 na korzyść Europejczyków. W finale Woods zdobył srebrne medale ulegając 5:8 Szkotom (Chuck Hay). Był to drugi medal mistrzostw świata dla Szwecji, jednak pierwszy srebrny, wcześniej brąz zdobył w 1965 Tore Rydman.

## Drużyna
|           | Czwarty   | Trzeci         | Drugi          | Otwierający    |
| --------- | --------- | -------------- | -------------- | -------------- |
| 1966/1967 | Bob Woods | Totte Åkerlund | Bengt af Kleen | Ove Söderström |